# 齋藤彩夏
齋藤 彩夏（さいとう あやか、1988年〈昭和63年〉6月2日 - ）は、日本の声優、舞台女優。東京都日野市出身。青二プロダクション所属。
斎藤 彩夏や斉藤 彩夏などと表記されている作品も存在する。

## 略歴
3歳から劇団日本児童に所属するが、小学校に上がるまでは特に出演歴はなかった。
小学2年生の時（1996年）に劇場アニメ『トイレの花子さん』の花子さん役で声優デビュー。オーディションにて舌が回らないようなたどたどしさ、初々しさを監督大地丙太郎に買われ選出される。子役ということで家で練習させ、棒読みになってしまうことを防ぐため、台本は本番まで渡されなかったという。
その翌年には、ミュージカル『アニー』で舞台デビューも果たす。以後、舞台にも出演しながら、声優として様々なアニメに出演している。
2015年12月31日で15年間所属したヴォーカルを離れ、年明けの2016年1月1日からリマックスの所属となった。2019年6月30日付けでリマックスを退所、フリー期間を経て同年8月1日から青二プロダクションの所属となった。

## 人物
特技はタップダンス、歌。
趣味は詩を書くこと、読書。

## 出演
太字はメインキャラクター。

### テレビアニメ
1996年
- こどものおもちゃ（坂井まり子）

1998年
- おじゃる丸（1998年 -、貧乏神〈貧ちゃん〉、マリジュン 他）
- 聖ルミナス女学院（イリーナ・ゴワノブ〈子供時代〉）
- セクシーコマンドー外伝 すごいよ!!マサルさん（「コマンドー43 ものたろう」のナレーション）

1999年
- 今、そこにいる僕（スーン）
- 十兵衛ちゃん -ラブリー眼帯の秘密-（1999年 - 2004年、白幡多丸乙女、小田豪鮎之介） - 2シリーズ

2000年
- ブギーポップは笑わない Boogiepop Phantom（茜ファントム）
- BRIGADOON まりんとメラン（2000年 - 2001年、如月萌）

2001年
- 犬夜叉（真由）
- こちら葛飾区亀有公園前派出所（擬宝珠檸檬）
- 逮捕しちゃうぞ SECOND SEASON（本田恵）
- フルーツバスケット（草摩紅葉）

2002年
- げんきげんきノンタン（ノンタン）

2003年
- 魁!!クロマティ高校（ゲロタン）

2004年
- かいけつゾロリ（人魚姫）
- GIRLSブラボー（2004年 - 2005年、トモカ・ラナ・ジュード） - 2シリーズ
- デ・ジ・キャラットにょ（着ぐるみ屋のオヤジ）
- レジェンズ 甦る竜王伝説（ズオウ）

2005年
- ハチミツとクローバー（長谷川恵）

2006年
- ふたりはプリキュア Splash Star（日向みのり）
- シュガシュガルーン（ワッフル）
- 桜蘭高校ホスト部（埴之塚光邦）
- 蟲師（ワタヒコ）

2007年
- 桃華月憚（ユーリカ）
- 祝!(ハピ☆ラキ)ビックリマン（珍カーベル）

2008年
- ソウルイーター（アンジェラ・レオン）

2009年
- みなみけ シリーズ（2009年 - 2013年、ヒトミ） - 2シリーズ
- ジュエルペット（2009年 - 2015年、ルビー、ビーバー、まちこ） - 7シリーズ
- クイーンズブレイド（2009年 - 2012年、ユーミル） - 3シリーズ
- 東のエデン（葛原みくる〈みっちょん〉）

2010年
- バトルスピリッツ 少年激覇ダン（田中コタロー）

2014年
- BABYGAMBA（マンプク）

2015年
- 神様はじめました◎（牡丹丸）

2016年
- こちら葛飾区亀有公園前派出所 THE FINAL 両津勘吉 最後の日（擬宝珠檸檬）
- 魔法つかいプリキュア!（2016年 - 2025年、モフルン / キュアモフルン） - 2シリーズ
- リルリルフェアリル（2016年 - 2017年、ルビー） - 2シリーズ

2017年
- フューチャーカード バディファイト シリーズ（2017年 - 2018年、ちびパンダ / セイントホーリーソード・ドラゴン） - 2シリーズ
- つうかあ（島津むつき）

2018年
- 学園ベビーシッターズ（狸塚拓馬、狸塚海）
- ダメプリ ANIME CARAVAN（グリまる）
- おしりたんてい（2018年 - 2024年、ブラウン）
- HUGっと!プリキュア（モフルン / キュアモフルン）

2020年
- 群れなせ!シートン学園（風風）
- ONE PIECE（ちょめ）
- ミュークルドリーミー（2020年 - 2021年、ポコ、管理人のばあちゃん） - 2シリーズ
- ちびまる子ちゃん（2020年 - 2022年、圭子、節子）
- クレヨンしんちゃん（おハナ）

2021年
- ワンダーエッグ・プライオリティ（巻き毛）
- デジモンアドベンチャー:（バーガモン）
- 出会って5秒でバトル（茶圓隆聖）

2022年
- デジモンゴーストゲーム（ピロモン、セピックモン、ガワッパモン）
- このヒーラー、めんどくさい（ミミック）

2023年
- 僕とロボコ（ゴリスケ、通行人、紅）

2025年
- アサティール2 未来の昔ばなし（アーミナ）
- ドラえもん（テレビ朝日版第2期）（ひょうろんロボット、サル）
- コウペンちゃん（コウペンちゃん、邪エナガさん）
- SHIBUYA♡HACHI（スケボー少女、外国人の女の子）

### 劇場アニメ
1996年
- トイレの花子さん（花子さん）

2003年
- こちら葛飾区亀有公園前派出所 THE MOVIE2 UFO襲来! トルネード大作戦!!（擬宝珠檸檬）

2004年
- クレヨンしんちゃん 嵐を呼ぶ!夕陽のカスカベボーイズ（つばき）

2005年
- 劇場版 金色のガッシュベル!! メカバルカンの来襲（四代目バルカン）

2009年
- 映画プリキュアシリーズ（2009年 - 2024年）

（日向みのり） - 2作品
（モフルン / キュアモフルン） - 7作品
- 東のエデン 劇場版 シリーズ（2009年 - 2010年、葛原みくる〈みっちょん〉） - 3作品

2010年
- 昆虫物語 みつばちハッチ〜勇気のメロディ〜（ハッチ）

2012年
- ジュエルペット スウィーツダンスプリンセス（ルビー）

2013年
- はなかっぱ 花さけ!パッカ〜ん♪ 蝶の国の大冒険（ポル）

2019年
- 映画 おしりたんてい シリーズ （2019年 - 2025年、ブラウン） - 8作品

2021年
- クレヨンしんちゃん 謎メキ!花の天カス学園（ろろ）

2022年
- ジュエルペット あたっくとらべる!（ルビー）

2023年
- アリスとテレスのまぼろし工場（園部裕子）

### OVA
- げんきげんきノンタンシリーズ（ノンタン）
- 青の6号（1998年、ホァン[59]）
- ひらがな すいすいビデオ（2000年、ぎょうざちゃん、きょうりゅうぼうや）
- カタカナ カンタン!（2004年、トドラー）
- まかせてイルか!（2004年、空）
- 大魔法峠（2006年、田中ぴゅん[60]）
- サクラ大戦 ニューヨーク・紐育（2007年、リカリッタ・アリエス）
- クイーンズブレイド リベリオン（2008年、ユーミル）※『クイーンズブレイド リベリオン プレミアムビジュアルブック』に挿入のOVA
- クイーンズブレイド 美しき闘士たち（2010年、ユーミル）
- だいすき! ジュエルペット（2010年、ルビー）
- みなみけ シリーズ（2012年 - 2013年、ヒトミ）

### Webアニメ
- あずまんがWeb大王（2000年、美浜ちよ）
- ゲロタン（2002年、ゲロタン）
- ジュエルペット あたっくちゃんす!?（2016年、ルビー）
- おしりたんてい（2017年、ブラウン[61]）
- コウペンちゃん（2018年、コウペンちゃん[62]、邪エナガさん）

### ゲーム
2000年
- メルクリウスプリティ（セージ）

2002年
- 機甲兵団 J-PHOENIX コバルト小隊篇（リンナ・イズミ）
- ときめきメモリアル Girl's Side（少年時代の葉月珪）

2005年
- GIRLSブラボー ROMANCE 15's（トモカ）
- サクラ大戦V 〜さらば愛しき人よ〜（リカリッタ・アリエス、ノコ）

2006年
- あそびにいくヨ!〜ちきゅうぴんちのこんやくせんげん〜（アントニア）
- ふたりはプリキュア Splash Star パンパカゲームでぜっこうちょう!（日向みのり）

2007年
- 桜蘭高校ホスト部（埴之塚光邦）
- ときめきメモリアル Girl's Side 1st Love（少年時代の葉月珪）
- まほろばStories（マリゾー）
- まほろばStories -Library of Fortune-]（マリゾー）

2008年
- クレヨンしんちゃん 嵐を呼ぶ シネマランド カチンコガチンコ大活劇!（つばき）
- ドラマチックダンジョン サクラ大戦 〜君あるがため〜（リカリッタ・アリエス）

2009年
- アンティフォナの聖歌姫 〜天使の楽譜 Op.A〜（パチカ）
- 桜蘭高校ホスト部DS（埴之塚光邦）
- クイーンズブレイド スパイラルカオス（ユーミル）
- ジュエルペット〜魔法のDSキラピカリーン☆〜（ルビー）
- ソウルイーター バトルレゾナンス（アンジェラ・レオン）
- デモンブライド（帷乃亜、ハニエル）

2010年
- アルトネリコ3 世界終焉の引鉄は少女の詩が弾く（テポ）
- こちら葛飾区亀有公園前派出所 勝てば天国!負ければ地獄! 両津流一攫千金大作戦（擬宝珠檸檬）
- ジュエルペット 魔法のお部屋でいっしょにあそぼう!（ルビー）

2011年
- クイーンズゲイト スパイラルカオス（ユーミル）
- ジュエルペット 魔法のリズムでイェイッ!（ルビー）
- ハローキティとまほうのエプロン ジュエルペットのキラキラクッキング（ルビー）

2012年
- ジュエルペット 魔法でおしゃれにダンス☆デコ〜!（ルビー）

2013年
- ジュエルペット カフェで魔法のクッキング（ルビー）

2014年
- クレヨンしんちゃん 嵐を呼ぶ カスカベ映画スターズ!（つばき）
- そうるん（リュカ）

2015年
- テラフォーマーズ 紅き惑星の激闘

2016年
- ウチの姫さまがいちばんカワイイ（ミニラス・ギャス）
- クイズRPG 魔法使いと黒猫のウィズ（パラダイス・ラパパ）
- DAME×PRINCE（グリまる）
- データカードダスプリキュアまほうのパーティー（モフルン）
- ぷよぷよ!!クエスト（2016年 - 2019年、ガラテア、テラ）
- モン娘☆は〜れむ（ミコト）

2017年
- プリキュア つながるぱずるん（モフルン）
- アナザーエデン 時空を超える猫（ソイラ）
- リトルウィッチアカデミア 時と魔法の七不思議（モリー）
- あやかしむすび（みかん）

2018年
- フューチャーカード バディファイト 誕生!オレたちの最強バディ!（ちびパンダ / セイントホーリーソード・ドラゴン）
- OVERHIT（ユグドラシル）

2019年
- クイーンズブレイド WHITE TRIANGLE（ユーミル）

2020年
- アークナイツ（ヴァーミル）
- いっしょにあそぼ〜♪コウペンちゃん（コウペンちゃん、邪エナガさん）
- メギド72（2020年 - 2023年、バラキエル）

2021年
- ラクガキ キングダム（ノア）

### ドラマCD
2003年
- ときめきメモリアル Girl's Side（少年時代の葉月珪）

2004年
- ARIA Drama CD Vol.2（アリス・キャロル）

2006年
- あそびにいくヨ!2 - 4（2006年 - 2007年、アントニア）
- 桜蘭高校ホスト部 シリーズ（2006年 - 2010年、埴之塚光邦）
- 大魔法峠（田中ぴゅん）

2007年
- オペレッタ「ふしぎなキャンディーやさん」（うさぎ）

2009年
- クイーンズブレイドシリーズ（ユーミル） - 3作品
- 東のエデン（葛原みくる（みっちょん）） - DVD / Blu-ray第1巻付属
- みなみけ（ヒトミ） - コミックス第9巻限定版付属

2011年
- ZONE-00 シリーズ（鈍） - 2作品

2012年
- たいようのいえ（中村陽菜） - コミックス第5巻ドラマCD付き特装版

2016年
- 魔法つかいプリキュア! ドラマ&キャラクターソングアルバム ドリーム☆アーチ（モフルン）

2017年
- 学園ベビーシッターズシリーズ（2017年 - 2018年、狸塚拓馬） - LaLa2018年2月号付録、コミックス第16巻ドラマCD付き特装版、DVD / Blu-ray第2巻・第7巻付属

### 吹き替え
- シェルビーの事件ファイル（1999年、タミー）
- サウス・オブ・ヘル 魔物の巣食う街（2016年）

### 舞台
1997年
- アニー（ケイト）

1998年
- トラップ一家物語（マルティナ）
- アルゴミュージカル フラワー（さと、デビ）

1999年
- THE・ANGEL・STORY（アーヤン）
- マネキン（182）
- TREASON「Re-」（綾子（子供時代））
- 天涯の花（女の子・乙）

2000年
- 新ピーターパン（迷子ティアズ）
- Zombi（翔子）

2001年
- リボンの騎士 〜少女薔薇の英雄伝記〜（チンク）
- SHINE IT ON（アイドルグループ）

2002年
- ココ・スマイル3 〜虹色のメロディー〜（ラブ）
- OH! MY GOD（サム）
- ありがとう サボテン先生（北沢百合香）

2003年
- 舞台版 こちら葛飾区亀有公園前派出所（擬宝珠檸檬）
- フレンズ 〜ガラクタ怪獣のなみだ〜（あきら）
- 東京メッツ（東京リトルメッツ）

2004年
- BEST☆DREAM'04!（飯野未来）

2005年
- GO,JET!GO!GO! VOL.2（夏代）
- 風まかせ けやき十四（日替わり侍）
- その後の仁義なき・・・（片桐茜）
- 命ある限り極道ごして（春野茜）

2006年
- サクラ大戦 紐育レビュウショウ〜歌う♪大紐育♪（3月18日 - 19日、新宿文化センター）リカリッタ・アリエス役
- 帰ってきた! ハクション大魔王（アクビ）
- 池袋大図鑑（ミキ）

2007年
- 喝采（いとうゆうか）
- サクラ大戦 紐育レビュウショウ〜歌う♪大紐育♪2（7月15日 - 18日、日本青年館）リカリッタ・アリエス役

2008年
- サクラ大戦 紐育レビュウショウ〜歌う♪大紐育♪3 ラストショウ（8月27日 - 31日、銀河劇場）リカリッタ・アリエス役
- シャバダバ!Comedy Show（1月22日 - 27日、六行会ホール）受験生役
- キャンディ（4月10日 - 13日、Woody Theatre 中目黒）久住涼子役
- お座布団（11月6日 - 10日、銀座小劇場）茶巾亭初金役

2009年
- サンリオピューロランド　ジュエルペットのキラキラ！？クリスマス『ジュエルペットのキラキラ!?クリスマス〜魔法の世界からのプレゼント』（ルビー）
- メガホン!（4月23日 - 27日、Woody Theatre 中目黒）花村まこと役

2011年
- 300年の絵画と鉄仮面の姫君（1月8日・9日、北沢タウンホール）ペリィ・ルウルウ役
- GK最強リーグ戦2011（5月25日 - 30日、TACCS1179）リオ役
- サクラ大戦 紐育星組ライブ2011〜星を継ぐもの〜リカリッタ・アリエス役
- 企画演劇集団ボクラ団義VOL.9「オーバースマイル」（8月31日 - 9月4日、池袋シアターグリーン/9月16日 - 18日、in→dependent theatre 2nd）ミズーリ役

2012年
- KENプロデュース 第12回公演「嘘つきの姫君と三人の絵師」（1月21日 - 22日、下北沢・北沢タウンホール）春梅役
- 企画演劇集団ボクラ団義VOL.10「鏡に映らない女 記憶に残らない男」（2月15日 - 20日、新宿スペース107）如月彩音役
- サクラ大戦 紐育星組ライブ2012〜誰かを忘れない世界で〜 リカリッタ・アリエス役
- 第二十四回池袋演劇祭 参加作品 KENプロデュース第十三回公演「チューボー」（9月15日 - 17日、シアターKASSAI）百瀬香織役
- 企画演劇集団ボクラ団義 vol.11「忍ぶ阿呆に死ぬ阿呆」（10月7日 - 12日、新宿スペース107/12月7日 - 9日、大阪市芸術創造館）江役

2013年
- 企画演劇集団ボクラ団義 番外公演「遠慮がちな殺人鬼」（4月3日 - 8日、シアターKASSAI） 霧雨雪役
- 企画演劇集団ボクラ団義 vol.12「さよならの唄」（5月30日 - 6月2日、六行会ホール）星野咲役
- サクラ大戦 紐育星組ショウ2013〜ワイルド・ウエスト・希望〜 リカリッタ・アリエス役
- 企画演劇集団ボクラ団義 - play Again vol.3「OVER SMILE」（9月26日 - 30日、池袋シアターグリーン）ミズーリ役
- 企画演劇集団ボクラ団義 vol.13「虹色の涙　鋼色の月」（12月4日 - 18日、新宿SPACE107/12月13日 - 15日、大阪市立芸術創造館/2017年1月11日 - 12日、相鉄本多劇場）アヤブキ役

2014年
- MOSH ショコレ06〜悪い奴ほどよく眠る〜（1月28日・30日 - 2月2日、テアトルBONBON）タンバリンズ
- KENプロデュース第18回公演「RED」（5月9日 - 11日、北沢タウンホール） イペカリオヤシ役
- 旦那er's High!!（6月4日 - 8日、シアターグリーンBOXinBOX）小島春子役
- サクラ大戦 紐育星組ショウ2014〜お楽しみはこれからだ〜（8月29日 - 31日、日本青年館 大ホール）リカリッタ・アリエス役
- GENKI Produce vol.10「図書館二居マス」（9月17日 - 23日、笹塚ファクトリー）シミコ役
- アリスインプロジェクト「戦国降臨ガール・Rebirth」（10月29日 - 11月3日、六行会ホール）諸葛孔明役

2015年
- 劇団ズッキュン娘 第6回公演「愛のバカヤロウ!」（1月14日 - 19日、シアター風姿花伝）ブチ役
- 企画演劇集団ボクラ団義 –Play Again- vol.5「忍ブ阿呆ニ 死ヌ阿呆」（3月11日 - 22日、池袋シアターグリーン）江役
- ワイアールジャパンプロデュース「コップの中の嵐」（4月26日、シアターKASSAI）おまゆ役
- 劇団岸野組 25周年記念公演「人生お気楽丸。」（5月23日 - 31日、俳優座劇場）港チカ役
- はい、どーも! あじさい祭り 〜ハニー先輩 はちのひと刺し〜（6月21日、鯛cafe）
- 企画演劇集団ボクラ団義 vol.16「時をかける206号室」（8月19日 - 30日、池袋シアターグリーン） 二重生活の男の妻役
- GENKI Produce vol.12「お祭りGENKI どうも笹塚」（9月11日・12日、笹塚ファクトリー）
- ENG第三回公演「関ヶ原で一人 Lonery SEKIGAHARA」（9月30日 - 10月4日、六行会ホール）高台院役
- 舞台版 天誅-2015（10月21日、品川六行会ホール）ナレーション
- 劇団岸野組「伝六捕物帖KOI/KATAKI」（10月23日、下北沢本多劇場）アヤカ役
- 企画演劇集団ボクラ団義 vol.17「十七人の侍」（11月20日 - 29日、CBGKシブゲキ!!）ラナ役、怜奈役
- GENKI Produce vol.13「トナカイブルース」（12月22日 - 27日、中野ザ・ポケット）遊馬奈緒役

2016年
- 第2回 SANETTY Producd「Over Smile」（2月11日・13日・15日、新宿村ライブ）ミヤビ役
- 企画演劇集団ボクラ団義番外公演「誤人」（3月23日・24日・26日 - 3月31日・4月2日・3日、シアターKASSAI）水島ひかり役
- トークショウ 〜 巴里の楽屋 6〜（5月7日、コートヤード・マリオット銀座東武ホテル 2階 桜の間）リカリッタ・アリエス役
- 第3回 SANETTY Produce「Hands Up」（5月26日・28日・29日、新宿村LIVE）
- 魔法つかいプリキュア!ミュージカルショー（7月10日 - ）モフルン役（声の出演）
- 企画演劇集団ボクラ団義 vol.18「今だけが戻らない」（11月16日 - 23日、CBGKシブゲキ!!）司満瑠役

2017年
- 企画演劇集団ボクラ団義vol.19「飛ばぬ鳥なら落ちもせぬ〜梟雄と呼ばれた男 右筆と呼ばれた男〜」（4月4日 - 16日、吉祥寺シアター）
- 劇団岸野組「改訂版 モトイヌ」（5月、本多劇場） - 日替わりゲスト
- ボクラ団義10年目公演第2弾 企画演劇集団ボクラ団義 -Play Again-vol.7「サヨナラノ唄」（7月13日 - 23日、CBGKシブゲキ!!） - Wキャスト
- まじかるすいーとプリズム・ナナ ザ・スターリーステージ（9月13日 - 17日、サンシャイン劇場）ナターシャ役 - みきちゅとのWキャスト

2018年
- ENG第7回公演「ロスト花婿」（3月17日 - 25日、シアターグリーンBIGTREETHEATER） - 中舘早紀とのWキャスト
- 劇団88號 第3回公演「悪妻身につかず」（8月30日 - 9月2日、絵本塾ホール） - 谷口初音 役
- RINCO PRODUCE STAGE「リミット・オブ・タイムラグ」（10月5日 - 14日、CBGKシブゲキ!!）
- 歌劇派ステージ ダメプリ ダメ王子 VS 完璧王子（12月1日 - 9日、AiiA 2.5 Theater Tokyo） - グリマル 役

### ラジオ
※はインターネット配信。
- 大地ラヂオ（ラジオ大阪・ラジオ日本、2002年）

ラジオドラマ
- 広井王子のマル天ミックス!内ラジオドラマ『デビルBOX』（悪魔犬、悪魔車掌プックププー）
- VOMIC いぬまるだしっ（いぬまるくん）

### 実写
DVD
- First Cast 声優編 Vol.01
- 震!都市伝説（北野ミナコ）
- 田中公平作家生活30周年記念コンサートDVD（2010年2月25日）

テレビ番組
- 輝く日本の星!（TBS、1996年10月）
- とんねるずの生でダラダラいかせて!!（日本テレビ、1996年12月）
- ものまねバトル（日本テレビ、1998年1月）
- タラッタ（テレビ東京、1999年9月）
- なべあちっ!（フジテレビ、2009年6月20日） - ゲスト
- たこるTV（テレビ大阪、2010年1月23日） - ゲスト
- おはスタ（テレビ東京、2010年7月20日） - ハッチ役として声の出演
- アニメマシテ（テレビ東京、2015年10月5日） - MC
- うたってにこりん☆（TOKYO MX、2021年4月7日） - クリオ役として声の出演
- いないいないばあっ!（NHK Eテレ、2023年4月3日 - ） - ぽぅぽ役として声の出演

テレビドラマ
- NHK連続テレビ小説 純情きらり（NHK、2006年4月） - コーラス部員 役

### ナレーション
テレビ番組
- ジュエルペット 夢とワクワクのスペシャルデー〜リルリルフェアリルってなに!?〜（テレビ東京、2016年1月30日[88]）

CM
- 花王
  - エコナ揚げ油 作る人にもおいしい編
  - メンズブローネヘアカラー パパと娘編
- 倉敷チボリ公園（チボリベアーの声）
- グリコ プッチンプリン
- シャープ 液晶ビューカム
- 神州一味噌
- セブンイレブン ジェラートアイス
- センチュリーホーム
- 第一勧銀
- トンボ学生服（トンボの声）
- 花とゆめ
- パチンコ必勝ガイド
- フルタイムロッカー（古田イヌの声）
- ホテル聚楽
- 魔法の宝石 ジュエルボックス
- 三和ホーム ロブソン
- キンダーテレビ内テレビCM「ペッパピッグ@きんてれ」（2018年）
- ジュエルカフェ（ジュエルぐまの声）

グッズ
- マイロージィ
- Jewel Pad（ルビー）
- Jewel Watch（ルビー）
- フレーベル館 ペッパピッグ[89]

### イベント
2001年
- 8月25日・8月26日 TBSアニメフェスタ2001（赤坂ACT）

2003年
- 3月16日 げんきげんきノンタン ビデオ発売記念イベント

2004年
- 3月27日 東京国際アニメフェア2004 『まかせてイルか!』完成披露上映会
- 6月20日 キャッシュだよ! Vステショップ/First Cast 感謝イベント
- 6月27日 齋藤彩夏 バースデーパーティ
- 9月25日 東京ゲームショウ2004 サクラ大戦V 紐育華撃団・星組ステージ
- 12月5日 STAGE 20

2005年
- 3月13日 監督10周年記念 大地丙太郎 語りまくりっ!
- 4月2日 アイドルNOW!
- 9月4日 Dream Angel

2006年
- 7月8日・9月2日 ハクション大魔王 プレイベント/齋藤彩夏さん トークショー

2007年
- 7月28日・7月29日 サクラ大戦 ニューヨーク・紐育 OVA第3巻発売記念イベント
- 11月3日 明星大学 星友祭 MBC OB会 トークマラソン

2008年
- 2月17日・3月16日 太正浪漫堂 & Sakura Cafe 閉店イベント
- 6月8日 齋藤彩夏 バースデーパーティ
- 8月29日 齋藤彩夏 ランチ会

2009年
- 1月14日 「デモンブライド」イベント LINEAR VS. EXAMU（Studio Cube 326）
- 6月28日 齋藤彩夏21歳☆★BIRTHDAY PARTY☆★
- 8月30日 東のエデン 〜咲とみっちょんのナイショ話〜（石丸ソフト本店7Fホール、アソビットゲームシティ6Fイベントフロア）

2010年
- 3月13日 東のエデン劇場版II Paradise Lost 初日舞台挨拶
- 7月4日 大地丙太郎スタイル8・オールナイトDAICHI（Asagaya Loft A）
- 7月31日 昆虫物語みつばちハッチ〜勇気のメロディ〜 初日舞台挨拶（渋谷ピカデリー）
- 12月10日-12月12日 サクラ大戦　巴里花組＆紐育星組ライブ2010 〜可憐な花々 煌めく星々〜（青山劇場）リカリッタ・アリエス役

2011年
- 10月7日 サクラ大戦 武道館ライブ2 〜帝都・巴里・紐育〜（日本武道館）リカリッタ・アリエス役

### その他コンテンツ
- カービィ バトルデラックス! 必勝法映像（2017年） - バンダナワドルディ[92]
- ニチレイフーズ（2018年） - ひよコック[93]
- THE TIME,（TBS、2021年10月1日 - ） - シマエナガちゃん[94]
- 夜明けのラヴィット!（TBS、2023年4月15日 - 9月30日） - コウペンちゃん[95]

## ディスコグラフィ

### 歌手参加楽曲
| 発売日 | 商品名                             | 歌             | 楽曲                         | 備考   |
| 2008年 | 2008年                             | 2008年         | 2008年                       | 2008年 |
| ------ | ---------------------------------- | -------------- | ---------------------------- | ------ |
| 3月5日 | 2008 うんどう会 4 ないないブギ!    | 齋藤彩夏       | 「ないないブギ!」            |        |
| 2009年 |                                    |                |                              |        |
| 3月4日 | 2009 うんどう会 3 まんまるスマイル | 齋藤彩夏、池毅 | 「こぶたのピクニックサンバ」 |        |

### キャラクターソング
| 発売日   | タイトル                                                                            | 名義 | 楽曲 | タイアップ                                                                                              |
| 1997年   | 1997年                                                                              | 1997年 | 1997年 | 1997年                                                                                                  |
| -------- | ----------------------------------------------------------------------------------- | --- | --- | --- |
| 4月25日  | メイビー / フリードレス                                                             | '97年アニーズ22名 | 「Fully Dressed 〜You're never Fully dressed without a smile.〜 」 | 舞台『アニー』                                                                                          |
| 1998年   |                                                                                     | | | |
| 7月18日  | フラワー／See You Tomorrow                                                          | アルゴ合唱団 | 「フラワー」 「See You Tomorrow」 | 舞台『フラワー』関連曲                                                                                  |
| 2001年   |                                                                                     | | | |
| 1月24日  | BRIGADOON まりんとメラン オリジナルサウンドトラック2                                | 浅葱まりん（KAORI）&如月萌（齋藤彩夏） | 「虹色の宝物（まりん&萌ver.）」 | テレビアニメ『BRIGADOON まりんとメラン』エンディングテーマ                                              |
| 2003年   |                                                                                     | | | |
| 4月23日  | げんきげんきノンタン                                                                | ノンタン（齋藤彩夏） | 「げんきげんき ノンタン」 | テレビアニメ・OVA『げんきげんきノンタン』オープニングテーマ                                             |
| 4月23日  | げんきげんきノンタン                                                                | ノンタン（齋藤彩夏） | 「ノンタン えかきうた」 | テレビアニメ『げんきげんきノンタン』関連曲                                                              |
| 2004年   |                                                                                     | | | |
| 11月3日  | げんきげんきノンタン うたおう!クリスマス                                            | ノンタン（齋藤彩夏）、ぶたさん（くまいもとこ）、くまさん（瀧本富士子）、たぬきさん（小桜エツ子）、うさぎさんA（川上未遊）、うさぎさんB（中島裕美）、うさぎさんC（横山智佐）                            | 「風も雪もともだちだ」 「そりすべり」 「さあ かざりましょう」 「赤鼻のトナカイ」 「たのしいクリスマス」 「サンタが町にやってくる」 「きよしこの夜」 「すてきな雪景色」 | OVA『げんきげんきノンタン うたおう!クリスマス』関連曲                                                   |
| 11月26日 | レジェンズ キャラクターソングシリーズ3 もーっ!!!／おやすみメグ                      | ズオウ（齋藤彩夏） | 「おやすみメグ」 | テレビアニメ『レジェンズ 甦る竜王伝説』関連曲                                                           |
| 2005年   |                                                                                     | | | |
| 6月21日  | コロちゃんパック げんきげんきノンタン(COCZ-1028)                                    | ノンタン（齋藤彩夏） | 「げんきげんき ノンタン」 | テレビアニメ・OVA『げんきげんきノンタン』オープニングテーマ                                             |
| 6月21日  | コロちゃんパック げんきげんきノンタン(COCZ-1028)                                    | ノンタン（齋藤彩夏） | 「ノンタン えかきうた」 「はちさん えかきうた」 | テレビアニメ『げんきげんきノンタン』関連曲                                                              |
| 6月21日  | コロちゃんパック げんきげんきノンタン(COCZ-1028)                                    | ノンタン（齋藤彩夏）、ぶたさん（くまいもとこ）、くまさん（瀧本富士子）、たぬきさん（小桜エツ子）、うさぎさんA（川上未遊）、うさぎさんB（中島裕美）、うさぎさんC（横山智佐）                            | 「ゼリー スイーツ!」 「スイカ スイカ」 「おおきなったら」 「はみがき しゅこしゅこ」                                                                                    | テレビアニメ『げんきげんきノンタン』関連曲                                                              |
| 7月6日   | 地上の戦士／ここはパラダイス 〜リトルリップ・シアターのテーマ〜                     | 紐育華撃団・星組 | 「地上の戦士」 | ゲーム『サクラ大戦V 〜さらば愛しき人よ〜』オープニングテーマ                                            |
| 8月3日   | サクラ大戦V 〜さらば愛しき人よ〜 ボーカルコレクション 紐育歌謡全集                  | 紐育華撃団・星組 | 「Kiss me sweet」 | ゲーム『サクラ大戦V 〜さらば愛しき人よ〜』エンディングテーマ                                            |
| 8月3日   | サクラ大戦V 〜さらば愛しき人よ〜 ボーカルコレクション 紐育歌謡全集                  | リカリッタ・アリエス（齋藤彩夏） | 「バウンティハンター・リカ」 | ゲーム『サクラ大戦V 〜さらば愛しき人よ〜』挿入歌                                                        |
| 9月7日   | サクラ大戦V 〜さらば愛しき人よ〜 ミュージックコレクション 紐育音楽室                | 紐育華撃団・星組 | 「地上の戦士」 | ゲーム『サクラ大戦V 〜さらば愛しき人よ〜』オープニングテーマ                                            |
| 9月7日   | サクラ大戦V 〜さらば愛しき人よ〜 ミュージックコレクション 紐育音楽室                | 紐育華撃団・星組 | 「オーバー・ザ・レインボー・サンシャイン」 | ドラマCD『サクラ大戦 第六期ドラマCDシリーズ Vol.3 紐育編 オーバー・ザ・レインボー・サンシャイン』挿入歌 |
| 2006年   |                                                                                     | | | |
| 3月1日   | サクラ大戦 レビュウ イン リトルリップ・シアター 〜歌う♪大紐育♪〜                    | リカリッタ・アリエス（齋藤彩夏） | 「ジャングルレビュー」 | 舞台『サクラ大戦 レビュウ イン リトルリップ・シアター 〜歌う♪大紐育♪〜』関連曲                          |
| 6月14日  | サクラ大戦 紐育レビュウショウ 〜歌う♪大紐育♪〜                                      | 紐育華撃団・星組 | 「地上の戦士」 「オーバー・ザ・レインボー・サンシャイン」 | 舞台『サクラ大戦 紐育レビュウショウ 歌う♪大紐育♪』関連曲                                                |
| 6月14日  | サクラ大戦 紐育レビュウショウ 〜歌う♪大紐育♪〜                                      | リカリッタ・アリエス（齋藤彩夏） | 「バウンティハンター・リカ」 「ジャングルレビュー〜「ジャングルレビュー」より〜」                                                                                      | 舞台『サクラ大戦 紐育レビュウショウ 歌う♪大紐育♪』関連曲                                                |
| 6月21日  | コロちゃんパック げんきげんきノンタン(COCZ-1044)                                    | ノンタン（齋藤彩夏） | 「げんきげんき ノンタン」 | テレビアニメ・OVA『げんきげんきノンタン』オープニングテーマ                                             |
| 6月21日  | コロちゃんパック げんきげんきノンタン(COCZ-1044)                                    | ノンタン（齋藤彩夏） | 「ノンタン えかきうた」 「はちさん えかきうた」 | テレビアニメ『げんきげんきノンタン』関連曲                                                              |
| 6月21日  | コロちゃんパック げんきげんきノンタン(COCZ-1044)                                    | ノンタン（齋藤彩夏）、ぶたさん（くまいもとこ）、くまさん（瀧本富士子）、たぬきさん（小桜エツ子）、うさぎさんA（川上未遊）、うさぎさんB（中島裕美）、うさぎさんC（横山智佐）                            | 「ぶらんこ のせて」 「ちゅうしゃ がんばるもん」 「はみがき しゅこしゅこ」                                                                                              | テレビアニメ『げんきげんきノンタン』関連曲                                                              |
| 6月21日  | コロちゃんパック げんきげんきノンタン(COCZ-1044)                                    | ノンタン（齋藤彩夏）、ぶたさん（くまいもとこ）、くまさん（瀧本富士子）、たぬきさん（小桜エツ子）、うさぎさんA（川上未遊）、うさぎさんB（中島裕美）、うさぎさんC（横山智佐）、Kunimi Andrea             | 「えいごで1・2・3」 | テレビアニメ『げんきげんきノンタン』関連曲                                                              |
| 7月26日  | 桜蘭高校ホスト部 サントラ&キャラソン集 前編                                         | 埴之塚光邦（齋藤彩夏） | 「ドキドキ☆ワクワク♪」 | テレビアニメ『桜蘭高校ホスト部』関連曲                                                                  |
| 8月23日  | 桜蘭高校ホスト部 サントラ&キャラソン集 後編                                         | ホスト部 | 「また明日!」 | テレビアニメ『桜蘭高校ホスト部』関連曲                                                                  |
| 10月4日  | おじゃる丸 サウンド・トラック大全集                                                 | 貧ちゃん（齋藤彩夏） | 「この町いつも〜貧ちゃんの歌〜」 | テレビアニメ『おじゃる丸』エンディングテーマ                                                            |
| 10月4日  | おじゃる丸 サウンド・トラック大全集                                                 | 貧ちゃん（齋藤彩夏） | 「私、サビレてます」 | テレビアニメ『おじゃる丸』挿入歌                                                                        |
| 2007年   |                                                                                     | | | |
| 6月27日  | サクラ大戦 レビュウ イン リトルリップ・シアターII                                   | ジェミニ・サンライズ（小林沙苗）、リカリッタ・アリエス（齋藤彩夏） | 「夜明け」 | OVA『サクラ大戦 ニューヨーク・紐育』エンディングテーマ                                                  |
| 6月27日  | サクラ大戦 レビュウ イン リトルリップ・シアターII                                   | リカリッタ・アリエス（齋藤彩夏） | 「ピンクエレファント」 | 舞台『サクラ大戦 紐育レビュウショウ 歌う♪大紐育♪ 2』関連曲                                              |
| 9月20    | 桜蘭高校ホスト部 サントラ&キャラソン集 特別編                                       | 埴之塚光邦（齋藤彩夏） | 「ドキドキ☆ワクワク♪」 | テレビアニメ『桜蘭高校ホスト部』関連曲                                                                  |
| 9月20    | 桜蘭高校ホスト部 サントラ&キャラソン集 特別編                                       | ホスト部 | 「また明日!<特別編>」 | テレビアニメ『桜蘭高校ホスト部』関連曲                                                                  |
| 2008年   |                                                                                     | | | |
| 1月25日  | 桃華月憚 華奏楽集                                                                   | ユーリカ（齋藤彩夏） | 「若 -ニャ-」 | テレビアニメ『桃華月憚』関連曲                                                                          |
| 3月26日  | 笑って、笑って                                                                      | 帝都花組、巴里花組、紐育星組 | 「笑って、笑って」 | ゲーム『ドラマチックダンジョン サクラ大戦 〜君あるがため〜』エンディングテーマ                          |
| 8月6日   | サクラ大戦 レビュウ イン リトルリップ・シアターIII                                  | 紐育華撃団・星組 | 「シンフォニー ウィズ フレンド」 「5つのレシピ」 | 舞台『サクラ大戦 紐育レビュウショウ〜歌う♪大紐育♪3 ラストショウ』関連曲                                 |
| 8月6日   | サクラ大戦 レビュウ イン リトルリップ・シアターIII                                  | 紐育華撃団・星組 | ジェミニ・サンライズ（小林沙苗）、リカリッタ・アリエス（齋藤彩夏） | 「ジョージア」                                                                                          |
| 2010年   |                                                                                     | | | |
| 6月23日  | Happy☆てぃんくる                                                                    | 増山加弥乃 with ルビー（齋藤彩夏）&ラブラ（沢城みゆき） | 「Happy☆てぃんくる」 | テレビアニメ『ジュエルペット てぃんくる☆』オープニングテーマ                                            |
| 8月25日  | OVA クイーンズブレイド 美しき闘士たち「信義! エリナ揺るぎなき絆」【初回生産特典CD】 | 美しき闘士たち | 「美闘士カーニバル〜たおれる時は前向きに〜 cheio：full」 | OVA『クイーンズブレイド 美しき闘士たち』エンディングテーマ                                              |
| 12月1日  | ジュエルペット きらぴか☆ソング                                                      | 増山加弥乃 with ルビー（齋藤彩夏）&ラブラ（沢城みゆき） | 「Happy☆てぃんくる」 | テレビアニメ『ジュエルペット てぃんくる☆』オープニングテーマ                                            |
| 12月1日  | ジュエルペット きらぴか☆ソング                                                      | ルビー（齋藤彩夏）、サフィー（ささきのぞみ）、ガーネット（平野綾）、ハローキティ（林原めぐみ）、先生(内田奈麻)                                                                                         | 「リッスントゥーミー レッスンフォーユー」 | サンリオピューロランド『ジュエルペットのどきどき!マジカル☆マーチ』関連曲                                |
| 12月1日  | ジュエルペット きらぴか☆ソング                                                      | ルビー（齋藤彩夏）、サフィー（ささきのぞみ）、ガーネット（平野綾）、ハローキティ（林原めぐみ）、先生(内田奈麻)、姫(松野有里巳)                                                                         | 「みんなが先生」 「マジカル☆ツイスト」 | サンリオピューロランド『ジュエルペットのどきどき!マジカル☆マーチ』関連曲                                |
| 12月1日  | ジュエルペット きらぴか☆ソング                                                      | ルビー（齋藤彩夏）、サフィー（ささきのぞみ）、ラブラ（沢城みゆき） | 「JPのテーマ」 | サンリオピューロランド『ジュエルペットとシナモンのみらいレボリューション!』関連曲                       |
| 12月1日  | ジュエルペット きらぴか☆ソング                                                      | ルビー（齋藤彩夏）、サフィー（ささきのぞみ）、ラブラ（沢城みゆき）、シナモン（川田妙子）、ビイドロ（AKINA）                                                                                            | 「宝物」 「みらいはキラキラ」 | サンリオピューロランド『ジュエルペットとシナモンのみらいレボリューション!』関連曲                       |
| 2011年   |                                                                                     | | | |
| 12月21日 | サクラ大戦 レビュウ イン リトルリップ・シアター IV                                  | 紐育華撃団・星組 | 「Stand up for Love」 | 舞台『サクラ大戦 紐育星組ライブ2011〜星を継ぐもの〜』関連曲                                             |
| 12月21日 | サクラ大戦 レビュウ イン リトルリップ・シアター IV                                  | サジータ・ワインバーグ（皆川純子）、リカリッタ・アリエス（齋藤彩夏）、ダイアナ・カプリス（松谷彼哉）                                                                                                   | 「恋バナ」 | 舞台『サクラ大戦 紐育星組ライブ2011〜星を継ぐもの〜』関連曲                                             |
| 12月21日 | コロちゃんパック げんきげんきノンタン                                               | ノンタン（齋藤彩夏） | 「げんきげんき ノンタン」 | テレビアニメ・OVA『げんきげんきノンタン』オープニングテーマ                                             |
| 12月21日 | コロちゃんパック げんきげんきノンタン                                               | ノンタン（齋藤彩夏） | 「ノンタン えかきうた」 「はちさん えかきうた」 | テレビアニメ『げんきげんきノンタン』関連曲                                                              |
| 12月21日 | コロちゃんパック げんきげんきノンタン                                               | ノンタン（齋藤彩夏）、ぶたさん（くまいもとこ）、くまさん（瀧本富士子）、たぬきさん（小桜エツ子）、うさぎさんA（川上未遊）、うさぎさんB（中島裕美）、うさぎさんC（横山智佐）                            | 「ノンタン、タータン おはよう」 「ぶらんこ のせて」 「ちゅうしゃ がんばるもん」 「でかでかありがとう」 「はみがき しゅこしゅこ」                                       | テレビアニメ『げんきげんきノンタン』関連曲                                                              |
| 12月21日 | コロちゃんパック げんきげんきノンタン                                               | ノンタン（齋藤彩夏）、ぶたさん（くまいもとこ）、くまさん（瀧本富士子）、たぬきさん（小桜エツ子）、うさぎさんA（川上未遊）、うさぎさんB（中島裕美）、うさぎさんC（横山智佐）、Kunimi Andrea             | 「えいごで1・2・3」 | テレビアニメ『げんきげんきノンタン』関連曲                                                              |
| 2013年   |                                                                                     | | | |
| 1月30日  | サクラ大戦 レビュウ イン リトルリップ・シアター V                                   | 紐育華撃団・星組 | 「いつも心にサンシャイン」 「君と会えて」 | 舞台『サクラ大戦 紐育星組ライブ2012〜誰かを忘れない世界で〜』関連曲                                     |
| 4月24日  | みなみけ ただいま キャラクターソングアルバム みなみけのみなうた                     | みなみけのみなさん | 「みなうた」 | テレビアニメ『みなみけ ただいま』関連曲                                                                 |
| 4月24日  | みなみけ ただいま キャラクターソングアルバム みなみけのみなうた                     | ヒトミ（齋藤彩夏） | 「瞳のANSWER」 | テレビアニメ『みなみけ ただいま』関連曲                                                                 |
| 2014年   |                                                                                     | | | |
| 3月26日  | サクラ大戦 レビュウ イン リトルリップ・シアター VI                                  | リカリッタ・アリエス（齋藤彩夏）、ダイアナ・カプリス（松谷彼哉） | 「ミズーリキャット」 | 舞台『サクラ大戦 紐育星組ショウ2013〜ワイルド・ウエスト・希望〜』関連曲                                 |
| 3月26日  | サクラ大戦 レビュウ イン リトルリップ・シアター VI                                  | 紐育華撃団・星組 | 「KIRAKIRAと星を瞳に、また明日」 | 舞台『サクラ大戦 紐育星組ショウ2013〜ワイルド・ウエスト・希望〜』関連曲                                 |
| 2016年   |                                                                                     | | | |
| 3月16日  | 映画 プリキュアオールスターズ みんなで歌う♪奇跡の魔法! ミュージカルソングス         | 朝日奈みらい（高橋李依）、リコ（堀江由衣）、モフルン（齋藤彩夏）、春野はるか（嶋村侑）、海藤みなみ（浅野真澄）、天ノ川きらら（山村響）、紅城トワ（沢城みゆき）、パフ（東山奈央）、アロマ（古城門志帆） | 「あなたがいるから」 | 劇場アニメ『映画 プリキュアオールスターズ みんなで歌う♪奇跡の魔法!』挿入歌                              |
| 7月13日  | 魔法つかいプリキュア! ボーカルアルバム リンクル☆メロディーズ                        | モフルン（齋藤彩夏） | 「ないしょ♡のゆめワルツ」 | テレビアニメ『魔法つかいプリキュア!』関連曲                                                             |
| 10月12日 | キラメク誓い                                                                        | キュアミラクル（高橋李依）、キュアマジカル（堀江由衣）、キュアフェリーチェ（早見沙織）、キュアモフルン（齋藤彩夏）                                                                                     | 「キラメク誓い」 | 劇場用アニメ『映画 魔法つかいプリキュア! 奇跡の変身!キュアモフルン!』挿入歌                             |
| 10月12日 | キラメク誓い                                                                        | 朝日奈みらい（高橋李依）、モフルン（齋藤彩夏） | 「ふたつのねがい」 | 劇場用アニメ『映画 魔法つかいプリキュア! 奇跡の変身!キュアモフルン!』挿入歌                             |
| 2017年   |                                                                                     | | | |
| 1月25日  | 魔法つかいプリキュア！ ボーカルベストアルバム 手のひらのおくりもの                  | 朝日奈みらい（高橋李依）、十六夜リコ（堀江由衣）、花海ことは（早見沙織）、モフルン（齋藤彩夏、コーラス）                                                                                               | 「手のひらのおくりもの」 | テレビアニメ『魔法つかいプリキュア！』関連曲                                                            |